# Хокејашка лига Босне и Херцеговине
Хокејашка лига Босне и Херцеговине (Босанско Херцеговачка хокеј лига) је по рангу највиша и једина лига хокеја на леду у Босни и Херцеговини. У њој се такмичe углавном  клубoви из Сарајева.

## Историја
Лига је основана 2002. Међутим, такмичења се нису одржавају редовно. Највише пута је првак била Босна. У млађим узрастима клубови су део ИХЛ-a.

## Клубови
| Клуб                | Град     | Арена                                   | Основан |
| ------------------- | -------- | --------------------------------------- | ------- |
| Ајкуле (Илиџа)      | Сарајево | Олимпијска дворана Хуан Антонио Самаран | 2003    |
| Босна Лисице        | Сарајево | Олимпијска дворана Хуан Антонио Самаран | 1980    |
| Медвједи            | Сарајево | Олимпијска дворана Хуан Антонио Самаран | 2002    |
| Вукови (Стари Град) | Сарајево | Олимпијска дворана Хуан Антонио Самаран | 2002    |

## Победници првенстава
| Сезона  | Шампион    | Вицешампион |
| ------- | ---------- | ----------- |
| 2002/03 | Босна      | Илиџа       |
| 2010    | Стари Град | Босна       |
| 2011    | Босна      | Медвједи    |
| 2012    | Илиџа      | Медвједи    |
| 2013    | Стари Град | Медвједи    |

## Успешност тимова
| Клуб       | Бр. титула | Сезоне           |
| ---------- | ---------- | ---------------- |
| Босна      | 2          | 2002/03, 2010/11 |
| Стари Град | 2          | 2009/10, 2012/13 |
| Илиџа      | 1          | 2011/12          |